# Haworthia pumila
Haworthia pumila (укр. Гавортія пуміла, Гавортія карликова) — вид рослин з роду гавортія (Haworthia) підродини асфоделевих (Asphodelaceae).

## Морфологічні ознаки

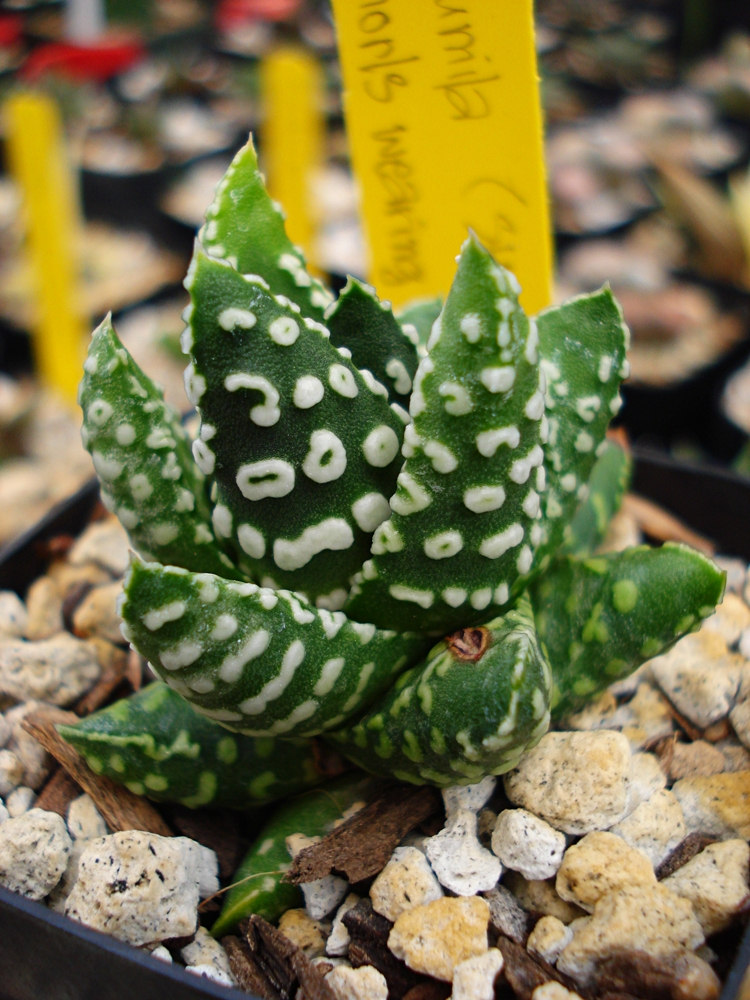

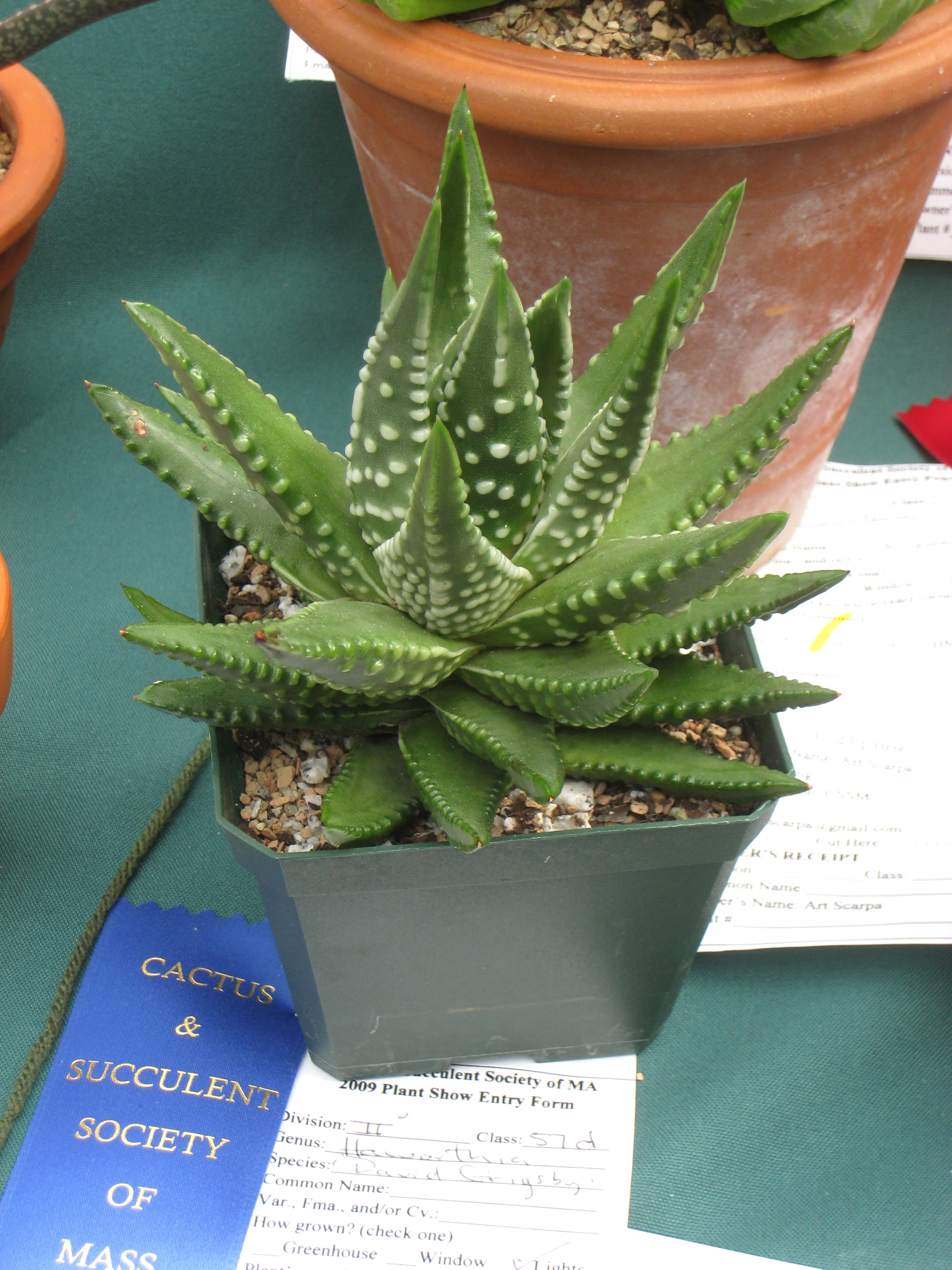
Haworthia pumila 'David Grigsby' у «Tower Hill Botanic Garden», Бойлстон, Массачусетс, США

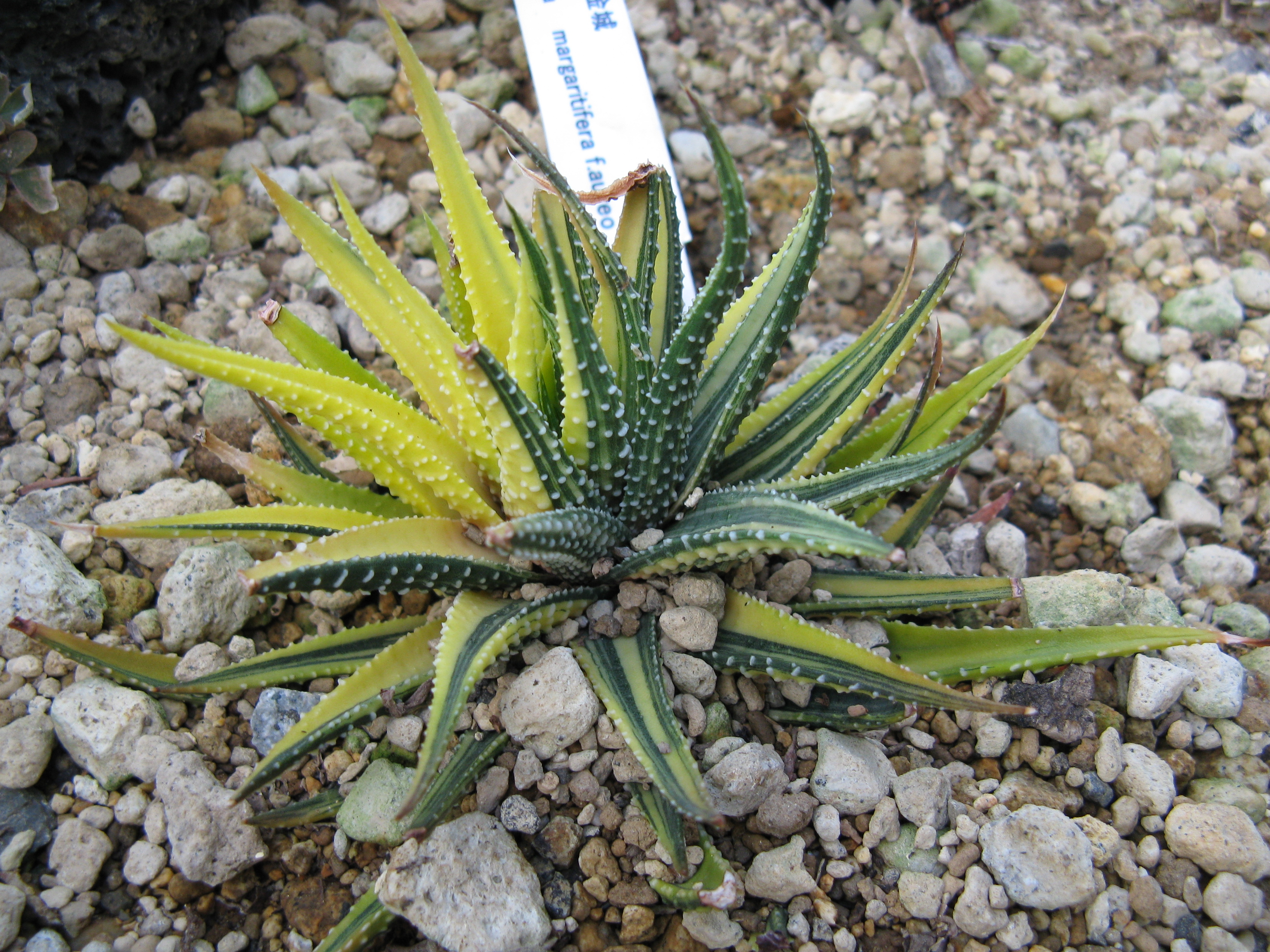
Haworthia pumila forma aureo

Кущевидна рослина, заввишки 15-25 см, окремі розетки якого досягають в діаметрі 20 см і складаються з 50 або більше листків трикутно-яйцеподібної форми, загострених на кінці. Молоді листки ростуть прямо догори, старі — трохи видігнуті назовні. Темно-зелена або пурпурова листова пластина вкрита сріблясто-білими виразними бугорками. Края листя закруглені або загострені та вкриті бугорками. В кінці весни — початку літа з центра розетки з'являється китицевидне суцвіття заввишки 40 см, з довгих, до 14 см, китиць, зкладених численними трубчастими або воронкоподібними жовтими із зеленуваим відтінком квітками завдовжки 1,5 см.

## Місця зростання
Західна Капська провінція, Південноафриканська республіка.

## Утримання в культурі
Проста в культурі рослина, якій потрібне сонячне місце, але без прямого сонячного проміння. Субстрат легкий, зі слабокисою реакцією. Помірний полив в період вегетації, сухе утримання взимку.

## Розмноження
Насінням або листовими живцями весною або влітку.